# Hne

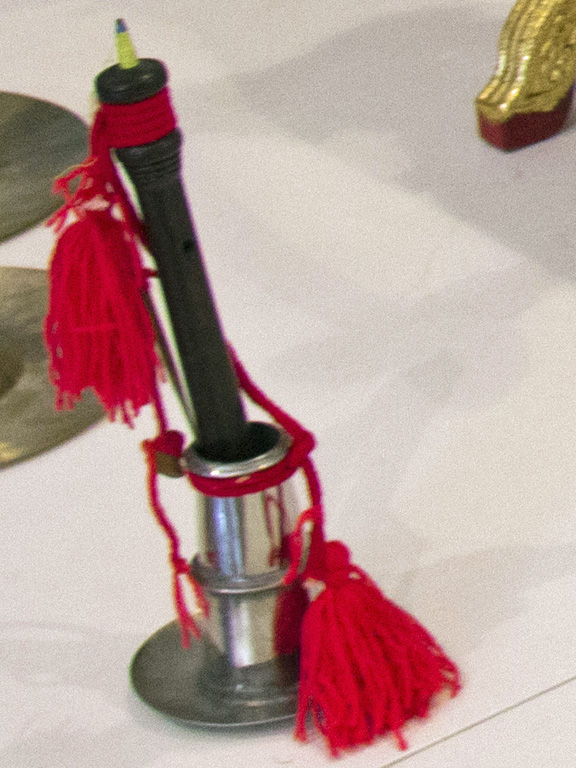
Hne

Hne (burmesisch), selten hnae oder nhai, ist ein Holzblasinstrument mit Doppelrohrblatt, das in Myanmar gespielt wird. Sie ist ein führendes Melodieinstrument in den großen klassischen hsaing-waing-Ensembles.

## Herkunft
Die hne gehört zu den asiatischen Kegeloboen, die im persischen Raum entstanden sind. Dieser Instrumententyp der surnai verbreitete sich durch den Islam mit seiner Form und dem Namen nach Osten bis Malaysia und Sumatra, wo die serune oder srunai im Ensemble einiger Volksgruppen vorkommt. Der Name ist von Persisch sarne oder sarna, was die Silbe nai („Rohr“) enthält, abgeleitet. Bis zum 19. Jahrhundert wurde die burmesische Oboe thane genannt, das thailändische Gegenstück ist die pi chanai. In der Sprache der Mon heißt sie khane. Das in Militärkapellen und begleitet von Trommeln spätestens in der Mogulzeit nach Indien gekommene Blasinstrument heißt dort shehnai, in das nördliche Nachbarland China gelangte vermutlich bis zum 14. Jahrhundert die suona. In beiden Ländern gab es vorher bereits andere einfache Oboentypen. Mit der hne vergleichbar sind ferner die im nordindischen Bundesstaat Meghalaya gespielte tangmuri, die in der tibetisch-buddhistischen Musik eingesetzte gyaling, die nepalische mvali, die tarompet auf Java und die kèn bầu in Vietnam.
Die früheste Erwähnung eines burmesischen Blasinstruments findet sich in einer Inschrift aus Bagan. In einem Gedicht aus dem Ende des 15. Jahrhunderts taucht erstmals eine Oboe auf. Charakteristisch für die Surnais in allen Ländern ist deren ursprüngliche Verwendung im Freien bei Prozessionen, Trauerfeiern und Hochzeiten.

## Bauform
Die gebräuchlichste Form der hne besteht aus drei Teilen. Es gibt ein konisches Holzrohr mit sieben Grifflöchern im gleichen Abstand auf der Oberseite, die byi pok („Konsonantengrifflöcher“) genannt werden, da mit ihnen die Melodie hervorgebracht wird. An der Unterseite, gegenüber den ersten beiden Melodielöchern liegt ein weiteres Loch für den Daumen, sa ra pok („Vokalgriffloch“), das für die Klangfärbung sorgt. Vier Grifflöcher werden mit der linken, drei werden mit der rechten Hand bedient. Das fächerförmige Rohrblatt wird von sechs bis acht Lamellen aus den Blättern der Palmyrapalme gebildet, Blätter der Zuckerpalme werden ebenfalls verwendet. Diese werden gewässert und später monatelang geräuchert. Beim Spiel ist das Rohrblatt vom Mundraum umschlossen. Die Zungen sind sehr empfindlich und müssen bei häufigem Gebrauch alle zwei bis drei Monate gewechselt werden. Um einen kontinuierlichen Ton zu erhalten, wird wie bei anderen Rohrblattinstrumenten Zirkularatmung praktiziert. In einer auffällig schrägen Position befindet sich bei den meisten Instrumenten am Rohrende ein dicker Schallbecher (hne-gyi) aus Metall (meist aus Messing). Er ist nur lose aufgeschoben und hängt an einer bunten Zugschnur, weshalb er beim Spiel nach unten zeigt und leicht pendeln kann.
Eine andere Form der burmesischen Oboe besteht nur aus einem geraden hölzernen Melodierohr ohne Schallbecher und entspricht damit der in der Mitte leicht bauchigen kambodschanischen sralai. Diese beiden Oboen haben mit dem Typ der Surnais nicht viel zu tun.
Nach der Größe werden folgende Oboen unterschieden: Die große hne kris oder hne ci ist 40 bis 45 Zentimeter lang. Ihr unterer Ton ist c1. Sie gilt als würdevoll und wurde bis Anfang des 20. Jahrhunderts in langsamem Tempo für Trauermusik und bei königlichen Zeremonien eingesetzt. Eine Quinte höher gestimmt (unterer Ton g1) ist die kleine hne kales oder hne kalei, deren Länge 26 bis 30 Zentimeter beträgt. Sie ist die am häufigsten gespielte Oboe für schnelle Stücke der Volksmusik und bei Festveranstaltungen. Beide Instrumente haben einen Tonumfang von zwei Oktaven.
Nicht mehr gespielt werden die mittlere Oboe hne lat, die eine Quarte höher gestimmt war als die große Oboe und ein übergroßes, um eine Oktave gegenüber der hne kalei tieferes Instrument. Die Schilderung von Curt Sachs 1915, diese hne hätte so stark geblasen werden müssen, dass hinter jedem Spieler ein bei dessen Erschöpfung stützender Helfer gestanden sei, ist entweder Dichtung oder macht deren Verschwinden verständlich.

## Spielweise

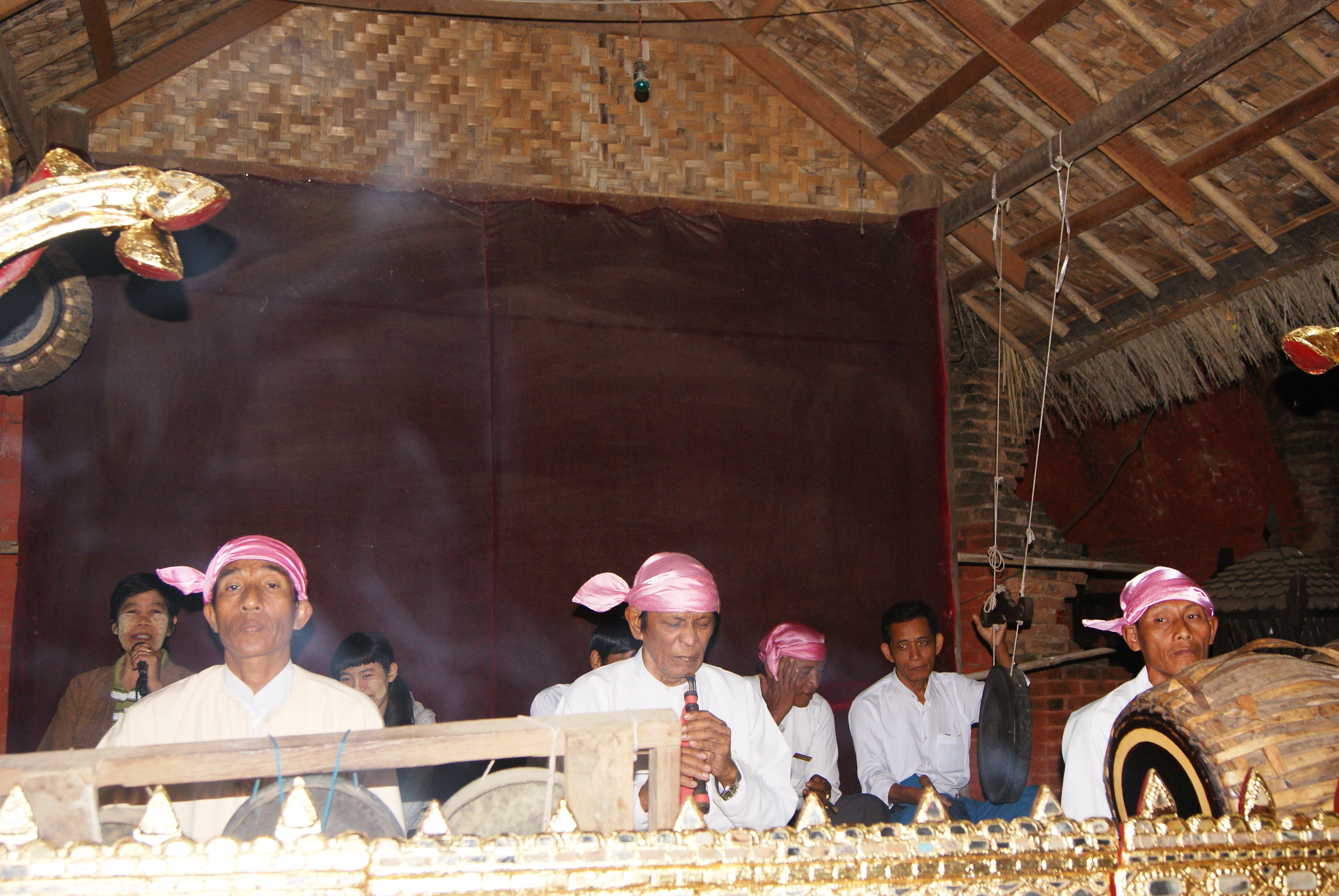
Begleitensemble des Marionettentheaters yoke thé mit einer hängenden Buckelgongreihe maungsaing links, einer hne in der Mitte und rechts einer großen Fasstrommel (allgemein pa oder pat).

Für die klassische höfische Kammermusik in geschlossenen Räumen ist die hne wegen ihres dünnen oder scharfen, in jedem Fall durchdringenden Klanges ungeeignet. In den leisen, eine weibliche Gesangsstimme begleitenden Ensembles mit der Bogenharfe saung gauk, der Krokodilzither mí-gyaùng saung und früher der dreisaitigen Fiedel tayaw, heute der gleichnamigen Violine, wird deshalb die hne durch die Flöte palwei ersetzt. Deren Grifflöcher sind in derselben Skala gestimmt.
Dagegen kann sich die hne in den großen, lauten hsaing-waing oder pat-waing genannten Orchestern, die im Freien gespielt werden, unter den Schlaginstrumenten als kontrastierende Stimme behaupten. Von der zugedachten Bedeutung ist der 21-teilige Trommelkreis hsaing waing das erste Melodieinstrument. Es wird vom Orchesterleiter gespielt und vom kyi waing, einem Kreis mit 21 Buckelgongs und einem weiteren Gongspiel unterstützt. Tatsächlich führen in diesem Orchester ein bis zwei hne die melodische Hauptlinie aus, die von den geschlagenen Melodieinstrumenten mit Variationen, Doppelungen und Synkopen angereichert wird. Der hne kommt dabei dieselbe Aufgabe zu wie der sralai im kambodschanischen Orchester im Verhältnis zum dortigen ersten Xylophon roneat ek. Hsaing waing und hne treten oft in einen musikalischen Wettbewerb, wenn der Trommelkreis eine improvisierte Phrase vorgibt, die von der Oboe imitiert werden muss. Außer der sralai im kambodschanischen pinpeat-Ensemble entspricht die hne funktionell der pi nai im piphat-Ensemble in Thailand und der puik-puik im ganrang-Ensemble in Südsulawesi. Bei diesen Besetzungen mit Gongs und Trommeln übernimmt ein Doppelrohrblattinstrument die Melodieführung.
Der großen Oboe hne ci waren am Königshof ritualisierte Aufgaben zugedacht. So spielte sie in Instrumentalstücken wie Yegin beim Entlangschreiten der Palastwache um den außerhalb der Mauern liegenden Wassergraben und in den Kompositionen Neyi, die jeden frühen Morgen im königlichen Palast erklangen.
Zum volkstümlichen Trommeltanz ozi bei fröhlichen Anlässen tritt eine Musikgruppe mit einer hne, der ozi genannten Trommel, einer Holzklapper wa und einer Handzimbel si auf. Der Tänzer spielt zugleich die Trommel; sobald er erschöpft ist, wird sein Part vom wa-Spieler übernommen. Solo- und Chorgesänge folgen abwechselnd.
Zu den bekanntesten hne-Spielern gehören U Phone und U Mya Ngwe (* 1940).